# أنيمون
أنيمون (بالفرنسية: Anémone)‏ هي ممثلة فرنسية، ولدت في 9 أغسطس 1950 بباريس في فرنسا.

## ترشيحات
جوائز
- جائزة سيزار لأفضل ممثلة (1988)

ترشيحات
- جائزة سيزار لأفضل ممثلة (1993)
- جائزة سيزار لأفضل ممثلة (1995)
- جائزة سيزار لأفضل ممثلة، عن عمل: الطريق السريع الكبير (1988)
- جائزة سيزار لأفضل ممثلة، عن عمل: الطريق السريع الكبير (1993)
- جائزة سيزار لأفضل ممثلة، عن عمل: الطريق السريع الكبير (1995)

## وصلات خارجية
- أنيمون على موقع IMDb (الإنجليزية)
- أنيمون على موقع روتن توميتوز (الإنجليزية)
- أنيمون على موقع قاعدة بيانات الأفلام العربية
- أنيمون على موقع ألو سيني (الفرنسية)
- أنيمون على موقع أول موفي (الإنجليزية)
- أنيمون على موقع قاعدة بيانات الأفلام السويدية (السويدية)
- أنيمون على موقع ديسكوغز (الإنجليزية)
- أنيمون على موقع قاعدة بيانات الفيلم (الإنجليزية)
- أنيمون على موقع كينوبويسك (الروسية)